# Tethystola obliqua
Tethystola obliqua är en skalbaggsart som beskrevs av Thomson 1868. Tethystola obliqua ingår i släktet Tethystola och familjen långhorningar.
Artens utbredningsområde är Venezuela. Inga underarter finns listade i Catalogue of Life.